# 2015年イギリス総選挙
2015年イギリス総選挙（2015ねんイギリスそうせんきょ、英語: United Kingdom general election, 2015）は、2015年5月7日にイギリスで行われた議会（庶民院）議員の総選挙である。

## 概要
この選挙最大の争点は、イギリスがEU（ヨーロッパ連合）から離脱するかどうかであり、デーヴィッド・キャメロン首相はこの総選挙で再選されれば、2017年までにEU離脱の是非を問う国民投票を実施することを公約した。最大野党イギリス労働党のエド・ミリバンド党首は「EUの一員であるべきかどうかを政治のゲームに使うのはイギリスや輸出産業にとって最悪だ」と述べ、政権交代の必要性を訴えた。また、イギリスからの独立を目指すスコットランド国民党が急速に支持を伸ばし、EU離脱を訴えているイギリス独立党も一定の支持を得ている。ただ、BBCの報道では「選挙後に発足する政権の構成が「全く予測不可能」な混戦」になりそうだと伝えられた。
キャメロン首相はこの総選挙に勝利すれば、3期目は目指さないとBBCテレビのインタビューに答えている。
この選挙は、依頼された候補者や陣営を勝たせることをビジネスとする選挙アドバイザーたちの主戦場ともなった。保守党は「オズの魔法使い」と呼ばれるオーストラリア人のリントン・クロスビー、2012年にオバマ米大統領の選挙対策本部長を務め、再選に導いたインターネット選挙のプロ、ジム・メッシーナを雇った。労働党はオバマの2度の選挙戦で首席アドバイザーを務めたデビッド・アクセルロッドを雇った。
スコットランド国民党のM・ブラックが労働党のダグラス・アレクサンダーを下して当選し、1667年以来最年少で下院議員に選出された。

## 選挙データ

### 内閣
- 選挙時：第1次キャメロン第2次改造内閣（第94代）
  - 首相：デーヴィッド・キャメロン（保守党党首）
  - 与党：保守党・自由民主党
- 選挙後：第2次キャメロン内閣（第95代）
  - 首相：デーヴィッド・キャメロン（保守党党首）
  - 与党：保守党

### 解散日・公示日
- 2015年3月30日

### 投票日
- 2015年5月7日

### 改選数
- 650

### 選挙制度
- 単純小選挙区制

投票方法
秘密投票、単記投票、1票制
選挙権
18歳以上のイギリス国籍を有する男女、および英連邦市民、アイルランド共和国市民で一定の欠格要件（刑務所に服役中など）に該当しない市民で、居住地域の自治体で選挙人登録をした者。
被選挙権
18歳以上のイギリス国籍を有する男女、および英連邦市民、アイルランド共和国市民で一定の欠格要件（刑務所に服役中など）に該当しない市民で、居住地域の自治体で選挙人登録をした者。
有権者数
46,354,197

## 選挙結果
事前の世論調査では、保守党と労働党の支持率は拮抗し、2010年総選挙に引き続いて両党ともに過半数議席を獲れないハング・パーラメントが再現されるのではないかとの見方も強かったが、保守党が過半数326を上回る331議席を獲得する結果となった。5年ぶりの政権交代を目指していた労働党は、スコットランドでSNP（スコットランド国民党）が躍進した影響もあって、232議席と低迷した。保守党と連立政権を組んでいた自由民主党は8議席と、前回選挙より50議席近く減らして惨敗した。スコットランドの地域政党であるSNPは、スコットランドに割り当てられた59議席中56議席を獲得して躍進した。また、イギリス独立党は議席数こそ1議席にとどまったものの、全体の得票率ではそれまでを大幅に上回る12.6%で、保守党・労働党に次ぐ得票を集めた。
現行の選挙制度の下では全議席が小選挙区制となっているため、その地区での少数党は議席をまったく得ることができない。そのため、地域政党は有利な選挙戦を戦える。スコットランドの地域政党であるSNPは2014年スコットランド独立住民投票の勢いから支持を集め、前回の獲得議席と比べ50議席増となっている。
| 党派別獲得議席                                             |                      |        |    |            |        |      |
| 政党                                                       | 政党                 | 議席数 | ±  | 得票数     | 得票率 | ±    |
|                                                            | 保守党               | 331    | 24 | 11,334,920 | 36.9   | 0.8  |
|                                                            | 労働党               | 232    | 26 | 9,347,326  | 30.4   | 1.5  |
|                                                            | スコットランド国民党 | 56     | 50 | 1,454,436  | 4.7    | 3.1  |
|                                                            | 自由民主党           | 8      | 49 | 2,415,888  | 7.9    | 15.2 |
|                                                            | 民主統一党           | 8      | 0  | 184,260    | 0.6    | 0.0  |
|                                                            | シン・フェイン党     | 4      | 1  | 176,232    | 0.6    | 0.0  |
|                                                            | ブライド・カムリ     | 3      | 0  | 181,694    | 0.6    | 0.0  |
|                                                            | 社会民主労働党       | 3      | 0  | 99,809     | 0.3    | 0.0  |
|                                                            | アルスター統一党     | 2      | 2  | 114,935    | 0.4    | 0.0  |
|                                                            | イギリス独立党       | 1      | 1  | 3,881,129  | 12.6   | 9.5  |
|                                                            | 緑の党               | 1      | 0  | 1,157,613  | 3.8    | 2.8  |
|                                                            | 同盟党               | 0      | 1  | 61,556     | 0.2    | 0.1  |
|                                                            | 諸派政党             | 0      | 0  | 123,586    | 0.3    | 0.0  |
|                                                            | 無所属               | 1      | 0  | 164,826    | 0.5    | 0.3  |
| 有効票                                                     | 有効票               | -      | -  | 30,691,680 |        |      |
| 無効票・白票                                               | 無効票・白票         | -      | -  |            |        |      |
| 投票総数                                                   | 投票総数             | 650    | ±0 |            | 100.0  |      |
| 有権者（投票率）                                           | 有権者（投票率）     | -      | -  | 46,354,197 | 66.2   |      |
| 出典：BBC News Election 2015 Results（2015年5月9日閲覧）。 |                      |        |    |            |        |      |